# عنقود مجرات بافو-اندس الفائق
يعد عنقود مجرات بافو-اندس Pavo-Indus Supercluster عبارة عن عنقود فائق مجاور لـ [[من العنقود الفائق العذراء (حيث تقع مجرة درب التبانة ). يحتوي على ثلاث مجموعات مجرية رئيسية : Abell 3656 و Abell 3698 و Abell 3742 .
مجموعات أخرى ومجموعات مجرات أخرى في هذا العنقود الفائق توجد مجموعة NGC 6769 و Abell S805 .
في عام 2014 تم الإعلان عن أن العنقود الفائق Pavo-Indus هو جزء من عنقود Laniakea الفائق ، والتي تحتوي على مركز الجاذب العظيم . كما يقع عنقود مجرات العذراء العظيم أيضًا في هذا العنقود الفائق الكبير - الذي تتبعه مجموعتنا المحلية من المجرات - مما يجعله عنقودًا فائقًا محليًا.